# Bota de Oro 1982-83

Fernando Gomes, ganador en 1982-83.

La Bota de Oro 1982-83 fue un premio entregado por la European Sports Magazines al futbolista que logró la mayor cantidad de goles en la temporada europea.
El ganador de este premio fue el jugador portugués Fernando Gomes por haber conseguido 36 goles en la Primera División de Portugal. Gomes ganó la bota de oro cuando jugaba para el equipo FC Porto.

## Resultados
| Posición | Futbolista         | Club                   | Campeonato                   | Goles |
| -------- | ------------------ | ---------------------- | ---------------------------- | ----- |
| 1        | Fernando Gomes     | FC Porto               | Primera División de Portugal | 36    |
| 2        | Peter Houtman      | Feyenoord de Róterdam  | Eredivisie                   | 30    |
| 3        | Nikos Anastopoulos | Olympiacos Fútbol Club | Super Liga de Grecia         | 29    |
| 3        | Charlie Nicholas   | Celtic FC              | Scottish Premier League      | 29    |